# ألفرد جي. هانسن
ألفرد جي. هانسن (بالإنجليزية: Alfred G. Hansen)‏ هو ضابط أمريكي، ولد في 13 أبريل 1933 في نيويورك في الولايات المتحدة.